# Maladera carinifrons
Maladera carinifrons är en skalbaggsart som beskrevs av Brenske 1896. Maladera carinifrons ingår i släktet Maladera och familjen Melolonthidae. Inga underarter finns listade i Catalogue of Life.